# 多瑙河畔阿沙赫
多瑙河畔阿沙赫是奥地利上奥地利州埃弗丁县的一个市镇。总面积6平方公里，总人口2188人，人口密度364.7人/平方公里（2011年）。

## 参见

多瑙河畔阿沙赫 - Aschach an der Donau
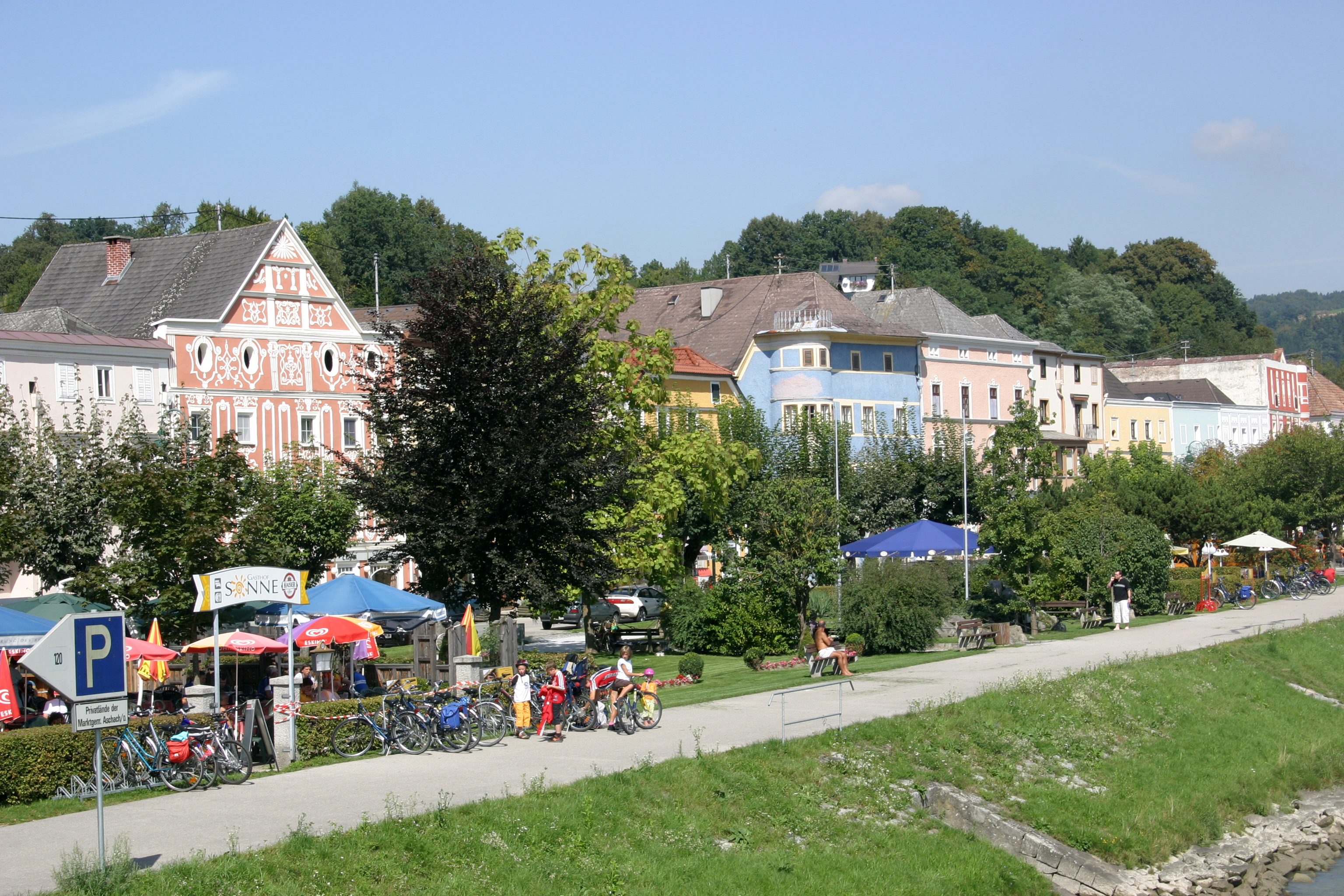
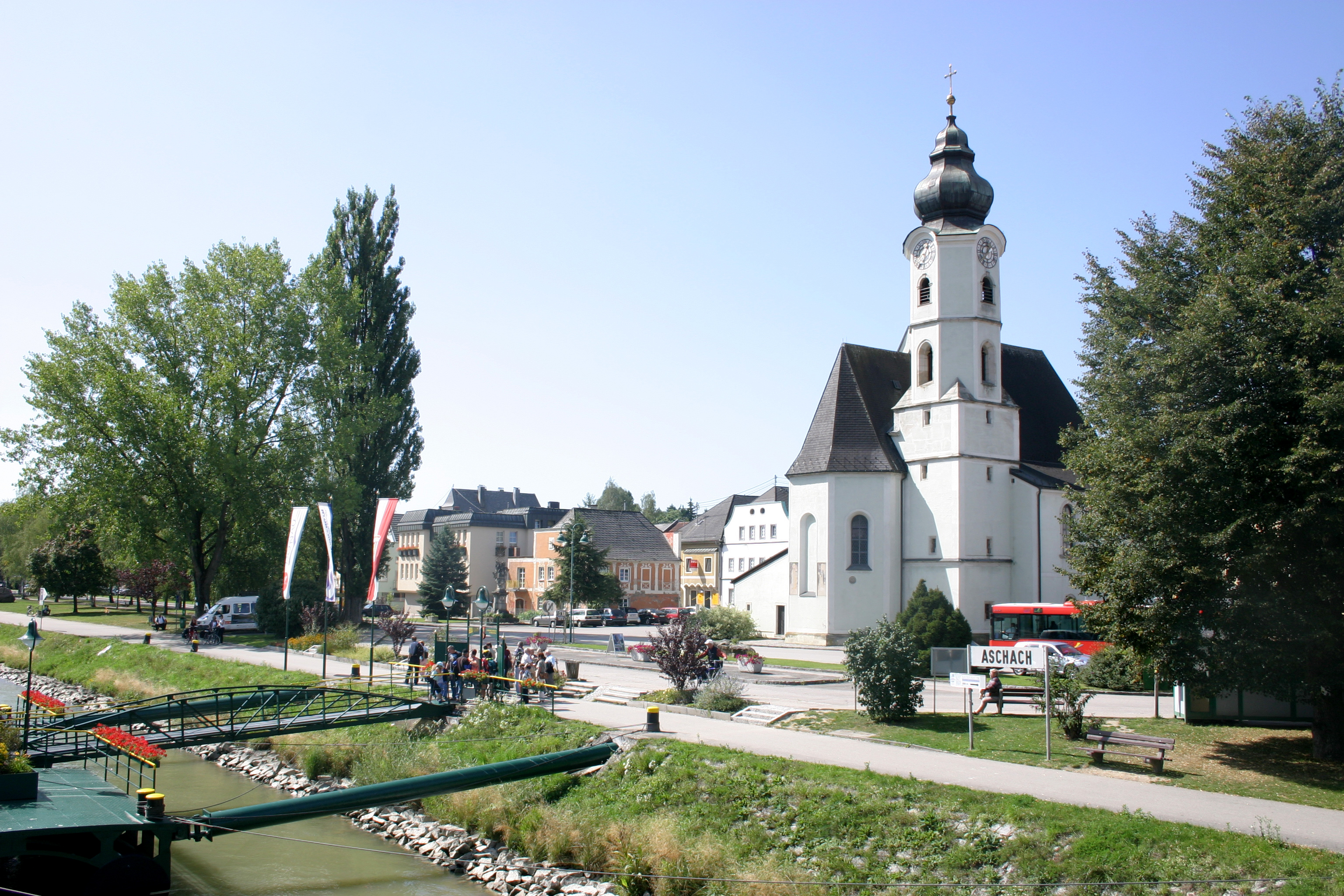
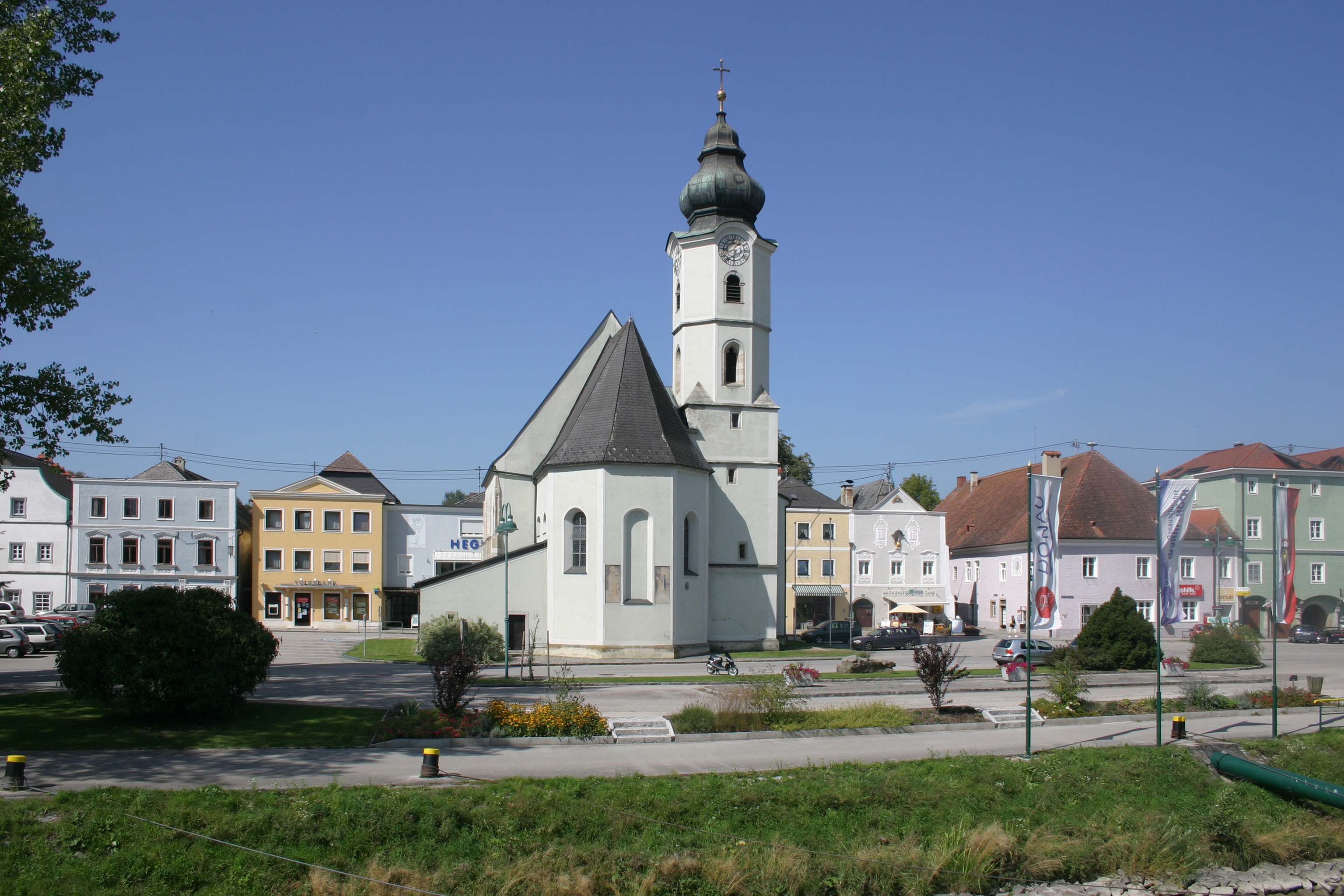
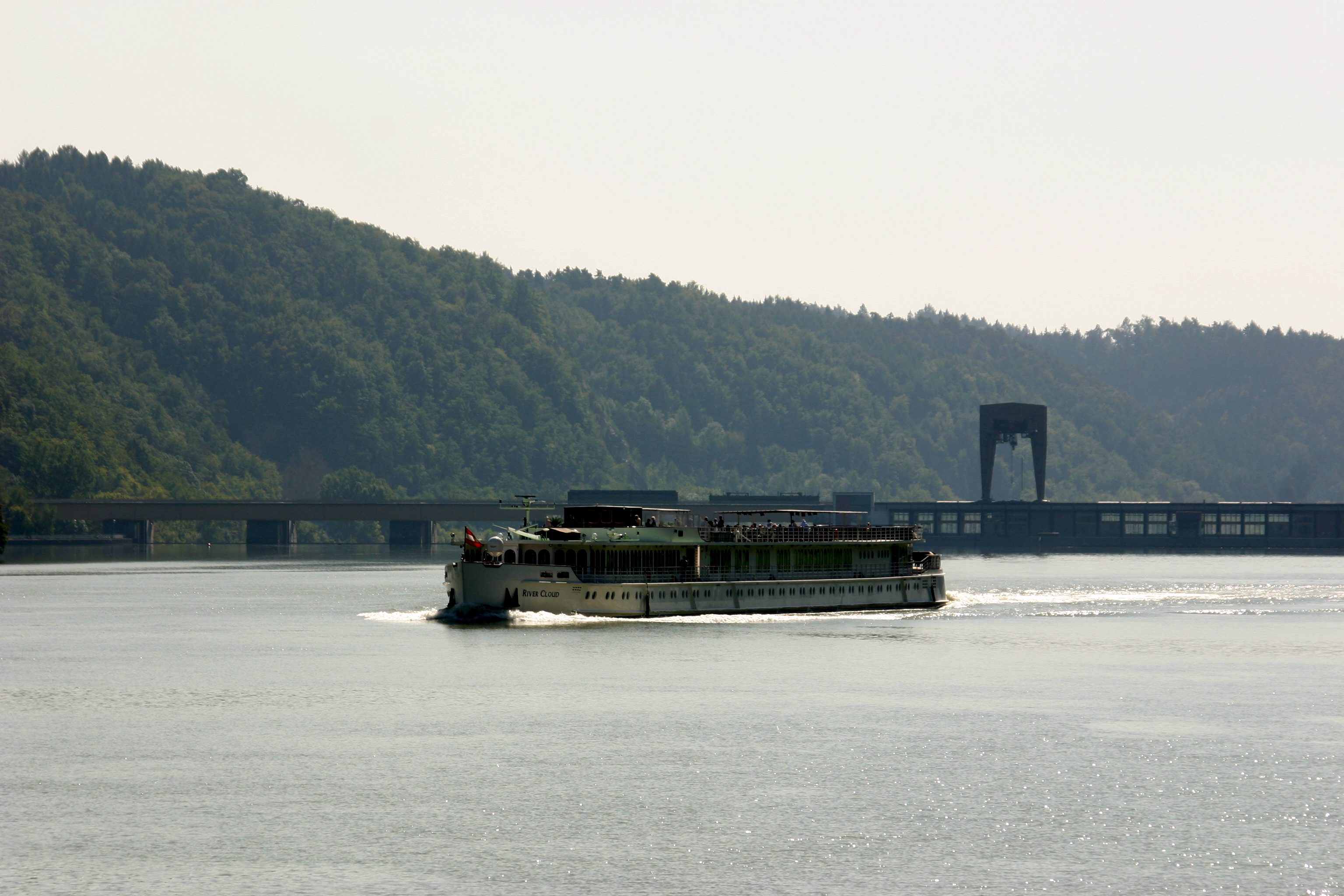